# Eugen Keller (Maler)

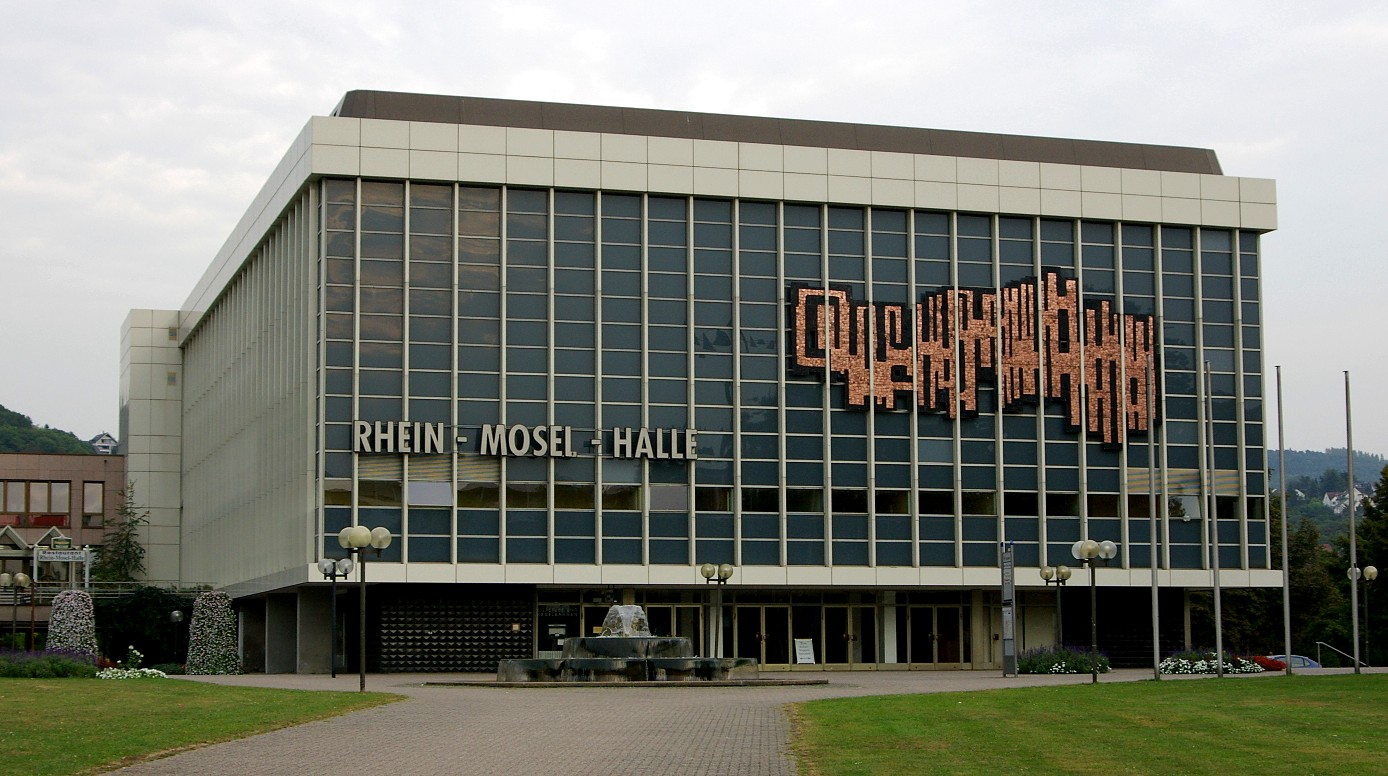
Die Rhein-Mosel-Halle in Koblenz, vor der Umgestaltung der Außenfassade 2011, mit dem von Eugen Keller entworfenen Emblem

Heilig Kruis Kerk in Amersfoort: Relief Altar mit Lichteinfall des ebenfalls durch Eugen Keller geschaffenen Seitenfensters

Eugen Keller (* 7. Mai 1904 in Kirchheim an der Weinstraße; † 13. Januar 1995 in Höhr-Grenzhausen) war ein deutscher Maler und Bildhauer.

## Leben

### Familie
Eugen Keller entstammte einer in der Pfalz beheimateten Familie. Seine Eltern waren der Bäcker und Konditormeister Jakob Keller (1873–1936) und Barbara (geb. Rahm; 1878–1956), die nach dem Ersten Weltkrieg mit der Familie nach Koblenz zogen, um ein Café zu eröffnen.

### Ausbildung
Eugen Keller durchlief künstlerisch-akademische Ausbildungen an der Kunstgewerbeschule Nürnberg, der Akademie der Bildenden Künste München, der Kunstakademie in Stockholm und der keramischen Fachschule Höhr-Grenzhausen.

### Künstlerische Laufbahn und Werke
Ab 1934 war Eugen Keller, unterbrochen durch die Militärzeit von 1940 bis 1945, als Künstler und Designer in Höhr-Grenzhausen tätig. Für seinen Freund Jakob Kneip schuf er 1951 die Marienstatue in Morshausen. 1952 entstand das neue Denkmal für Reichsfreiherr vom und zum Stein in Nassau. Ab 1952 entstanden zumeist in Zusammenarbeit mit der Werkstatt seines Sohnes Reiner Keller Arbeiten für den öffentlichen und sakralen Raum. In Koblenz gestaltete er den Innenraum der Ehrenstätte in der Batterie Hübeling, die ursprüngliche Fassade der Rhein-Mosel-Halle vor ihrer Umgestaltung, die Fensterwand und das Relief in der Hoffnungskirche im Stadtteil Pfaffendorfer Höhe, das Eingangsportal des Verwaltungsgebäudes der Firma Rastal sowie ein Wandmosaik im Kurfürstlichen Schloss, dazu im Hüttenhaus-Theater in Herdorf (Kreis Altenkirchen). Als sich um 1984 sein Augenleiden verschlimmerte, malte er programmatisch für die Kapelle des Hedwig-Dransfeld-Hauses, einer Bildungseinrichtung der katholischen Kirche in Bendorf, das Bild Der geschundene Mensch, wobei er sich explizit dem leidenden Menschen zuwandte und sich gegen eine klassische Christusdarstellung entschied.
1958 erhielt Eugen Keller den Auftrag zur Ausgestaltung der neu errichteten römisch-katholischen Kirche Heilig Kruis Kerk (Kirche zum Heiligen Kreuz) in Amersfoort, Niederlande. Er schuf dort zum einen die Giebelfront über dem Haupteingang. Diese besteht aus einem vielfarbigen Glasmosaik. Ein Teil der Giebelfront besteht aus durchgefärbten Glasstücken, die auf einer Stuckschicht angebracht sind, wodurch das Glasmosaik einen reliefartigen Eindruck vermittelt. Das Mosaik zeigt den Engel, der Moses erscheint. Weiter schuf er die Kirchenfenster und ein ca. 200 Quadratmeter großes Wandrelief hinter dem Altar. Die Grundformen der Seitenfenster gehen auf den Entwurf des Architekten zurück, Keller war für Ausgestaltung und Farbgebung der Fenster verantwortlich. Die in Blei gefassten Fenster wurden durch die Firma Flos in Tegelen, Niederlande gefertigt. Eugen Keller schuf ebenfalls die Fenster der Taufkapelle. Diese Fenster formen eine auffällig farbenfrohe Wiedergabe eines Schwarms von Fischen; insgesamt kann man 43 kleine und größere Fische erkennen. Die kleineren Fische stehen für die Gläubigen, die größeren für Christus selbst. In einer anderen Auslegung könnten die kleineren Fische für die Täuflinge stehen, die dem großen Fisch (Christus) durch die Taufe folgen.

## Weitere Werke im öffentlichen Raum

### Mosaik aus Glas und Schiefer
In Trier schuf Eugen Keller das in der Konstantin-Basilika befindliche Baptisterium mit einem Mosaik aus Schiefer und Goldglas und der bronzenen Taufschale, die auf einem römischen Kapitell steht. Ebenso stellte auch die drei Kanzelmosaike mit dem Thema „Friede in der Heilsgeschichte“ her.

### Glasfenster
- Kathedrale Sint-Martinuskerk von Groningen (1982 erfolgte der Abriss des Gebäudes)
- Evangelische Kirche, Cochem
- Evangelische Kirche Höhr-Grenzhausen
- Protestantische Christuskirche, Bruchhof-Sanddorf
- Reformationskirche in Köln-Marienburg
- Evangelische Dietrich-Bonhoeffer-Kirche, Köln-Junkersdorf
- Evangelische Petrikirche, Köln-Niehl
- Evangelische Christuskirche, Sankt Augustin Ortsteil Hangelar
- Evangelische Kirche, Spiesen-Elversberg
- Kirche am Kolk, Wuppertal, Ortsteil Elberfeld
- Evangelische Thomaskirche, Wuppertal, Ortsteil Elberfeld
- Hoffnungskirche, Koblenz, Pfaffendorfer Höhe (Ausführung: Reiner Keller)
- Evangelische Stephanskirche, Simmern/Hunsrück

## Ehrungen
- 1974: Bundesverdienstkreuz am Bande der Bundesrepublik Deutschland für seine künstlerische Arbeit